# Pleme (biologija)
U biologiji, pleme (lat. tribus) je taksonomski rang između porodice i roda. Ono se ponekad deli u podplemena.
Primeri plemena su Caprinae, Acalypheae, Hominini, bumbari, i Antidesmeae.